# Hans Urs von Balthasar
Hans Urs von Balthasar S.J., Švicarski duhovnik, teolog in kardinal, * 12. avgust 1905, Lucerno, † 26. junij 1988.

## Življenjepis
26. julija 1939 je prejel duhovniško posvečenje. 
Imenovan je bil za kardinala, a je umrl dva dni preden bi bil 28. junija povzdignjen v kardinala in imenovan za kardinal-diakona S. Nicola in Carcere.